# Жозеф Шинар
Жозе́ф Шина́р (фр. Joseph Chinard; 12 лютого 1756, Ліон — 20 липня, 1813, Ліон) — французький скульптор і викладач.

## Життєпис
Народився в місті Ліон. Художню освіту почав опановувати в Королівській школі малюнку в Ліоні як художник, його викладач в школі Донат Нонотт (1708—1785). Перейшов у майстерню скульптора Бертелемі Блеза (1738—1819).

### Італійський період
Виявив неабиякі здібності, чим привернув увагу місцевих меценатів. Йому надали стипендію для стажування в Римі, де Жозеф Шинар працював у період 1784—1787 років. У Римі виконав декілька копій античних скульптур. За авторський варіант скульптури « Персей рятує Андромеду» отримав 1786 року перший приз від римської Академії Святого Луки.

### Ув'язнення в Римі за революційні прагнення
Схвально сприйняв події французької революції 1789—1793 років і виконав під їх впливом скульптуру абсолютно нового сюжету для консервативного Риму — «Якобинець». Був покараний в Папській державі за революційні прагнення і запроторений до тюрми на шість місяців. Відбув у Ліон по звільненню.

## У Ліоні доби революції
У Ліоні доби революції став на бік революційного уряду і виконав велетенську скульптуру «Алегорія Свободи» за замовою муніципального уряду — до революційного «Свята Федерації». Брав участь як декоратор у інших революційних святах.

### Нове ув'язнення в Римі
1791 року знову прибув у Рим, де створив алегоричну скульптуру в стилі революційний класицизм — «Здоровий глузд нищить забобони». Знову покараний ув'язненням за наказом папи римського в підвалини замку Святого Ангела, виключений зі списків римської Академії Святого Луки, по звільненню — висланий до Франції.

### Праця у Франції. Останні роки
Працював у місті Діжон. Після контрреволюційного перевороту генерала Наполеона — Жозеф Шинар перейшов на його бік. З 1800 року — член Художньої академії Ліона.
За часів наполеонівської імперії працював у містах Ліон, Бордо, Марсель, Париж. За років військового захоплення Риму наполеонівською армією знову відвідав Рим. З січня 1807 року — викладач в Ліонській школі малюнка, активно працює скульптором-портретистом нової наполенівської аристократії і родини імператора Наполеона І Бонапарта.
Помер в місті Ліон у липні 1813 року.
Після відновлення у Франції монархії частина творів скульптора знищена.

## Вибрані твори
- «Персей і Андромеда», теракота[3]
- «Якобінець»

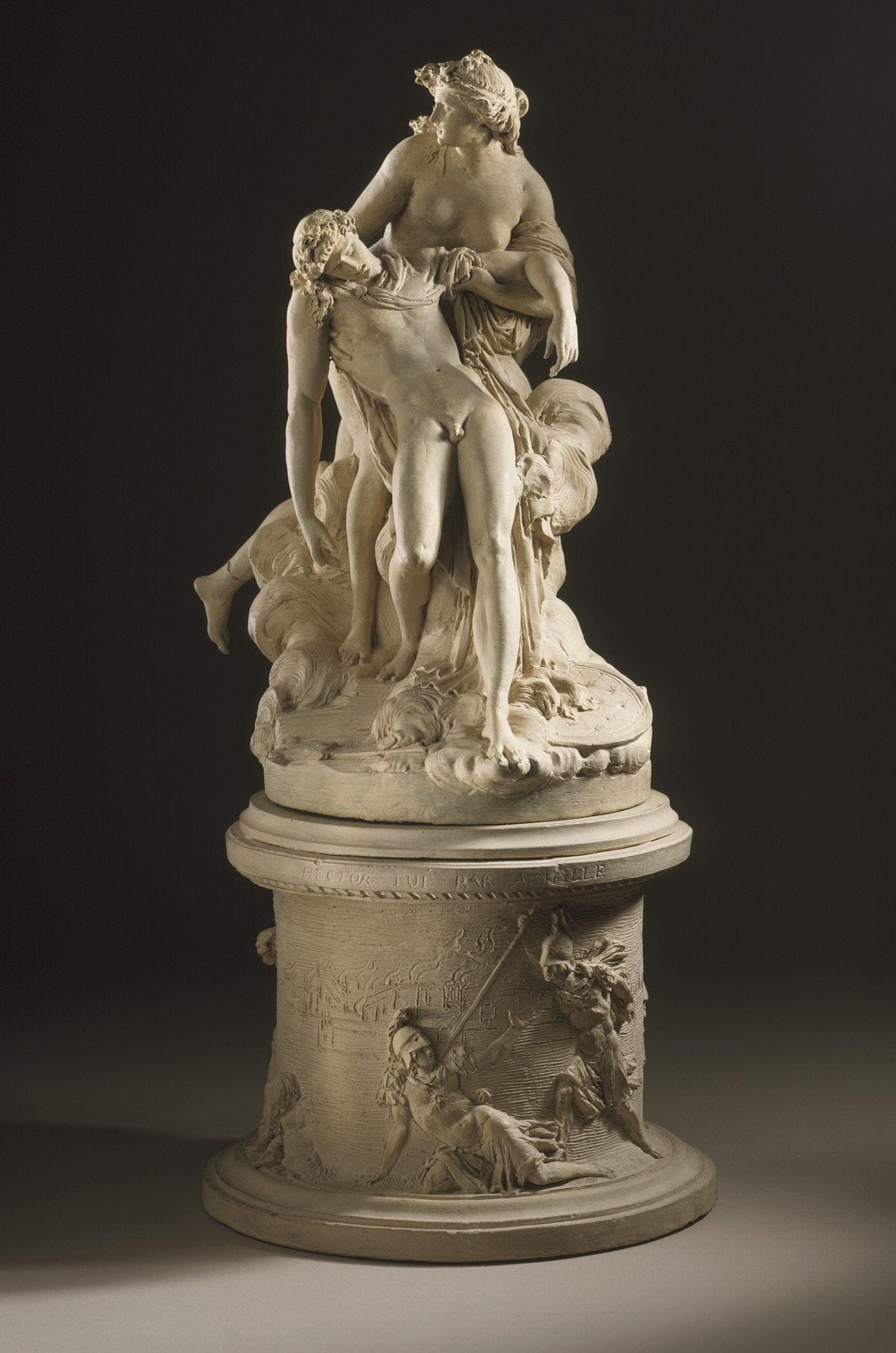
«Венера і Еней», 1792, Музей мистецтв округу Лос-Анжелес.

- «Алегорія Свободи» для міста «Ліон», 1790[3]
- «Алегорія Здорового глузду, що нищить забобони», 1791[3]
- «Венера і Еней», 1792, Музей мистецтв округу Лос-Анжелес.
- «Погруддя невідомої пані», Лувр, Париж
- «Андромеда», 1800
- «Діана», 1800[3]
- «Богиня юності Геба», 1802[3]
- «Погруддя мадам Рекам'є», 1805 (?), Київ
- «Амур і Психея»
- «Мадам де Веніньяк у образі богині Діани», Лувр, Париж
- «Алегорія Юстиції», 1800[3]
- принц «Евген Богарне», погруддя, 1806[3]
- префект «Пошоль»
- «Жозефіна Богарне», 1808, 1-а дружина Наполеон[3]
- наполеонівський генерал «Луї Шарль Антуан Дезе», 1808
- наполеонівський генерал «Шарль Віктор Леклерк»,[3] 1808[3]
- наполеонівський генерал «Жан Батіст Червоні[fr]», 1812[3]
- «Алегорія Миру»

## Галерея вибраних творів

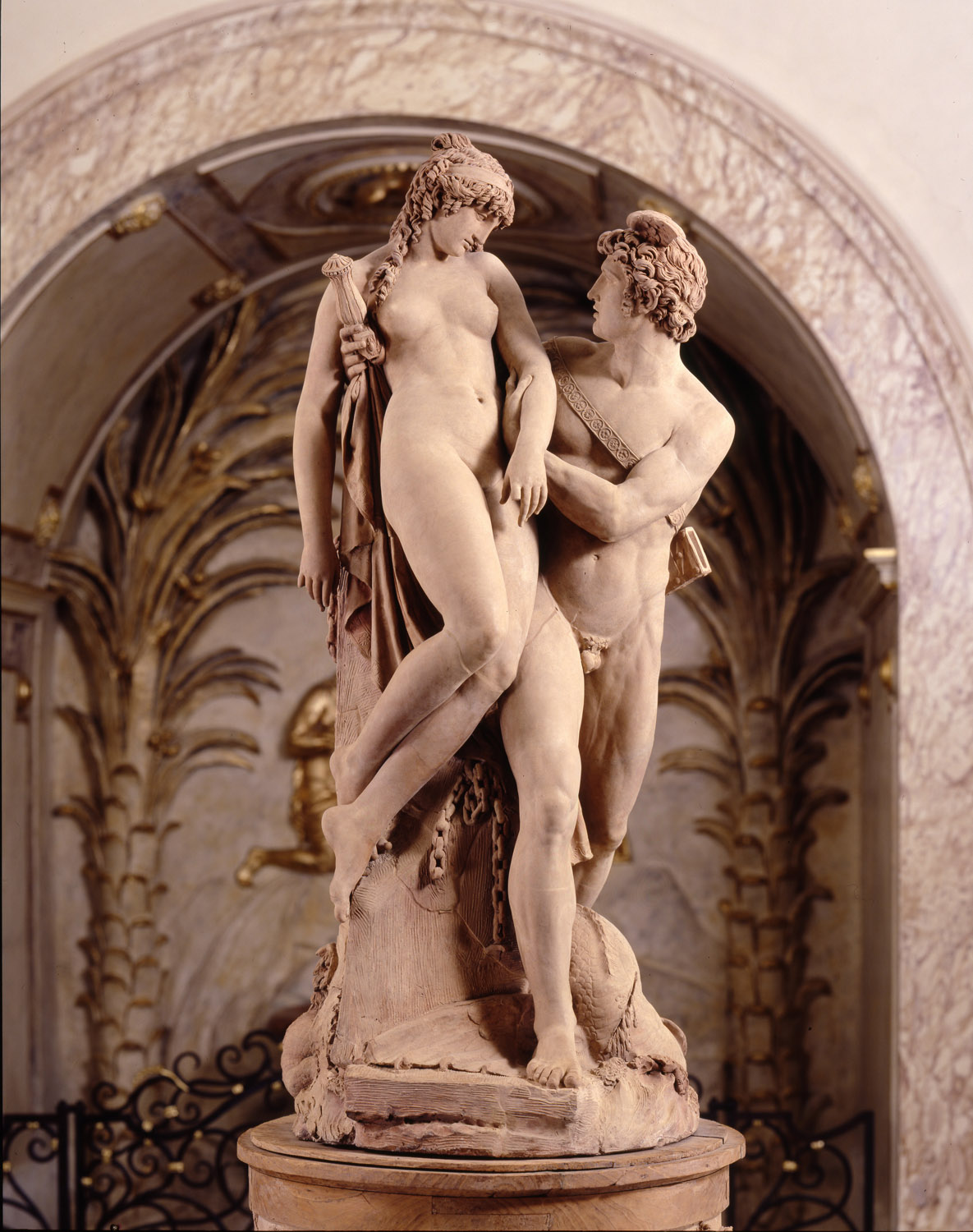
«Персей рятує Андромеду», 1791, Ліонський музей красних мистецтв

Ліонський музей красних мистецтв

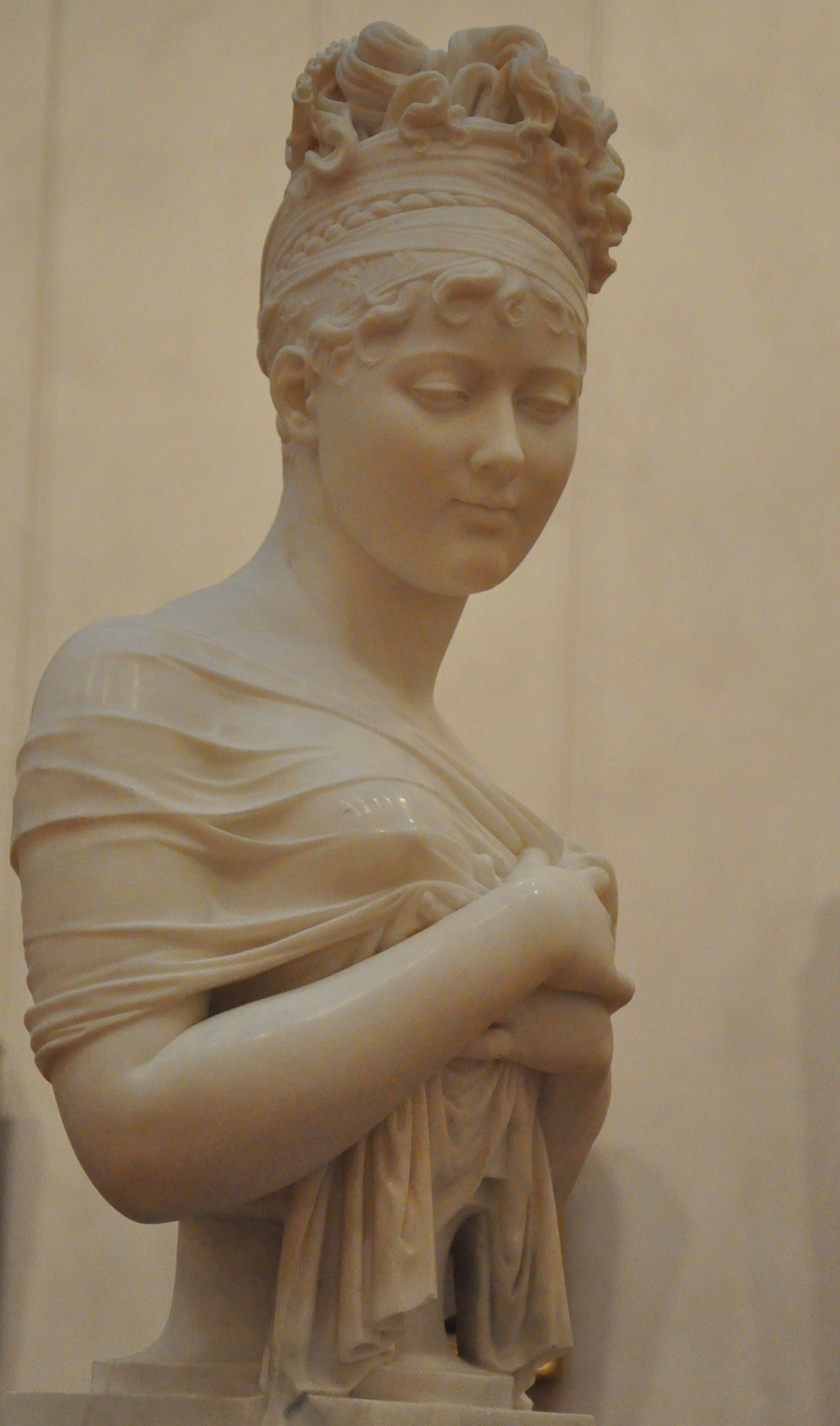
«Мадам Рекам'є»
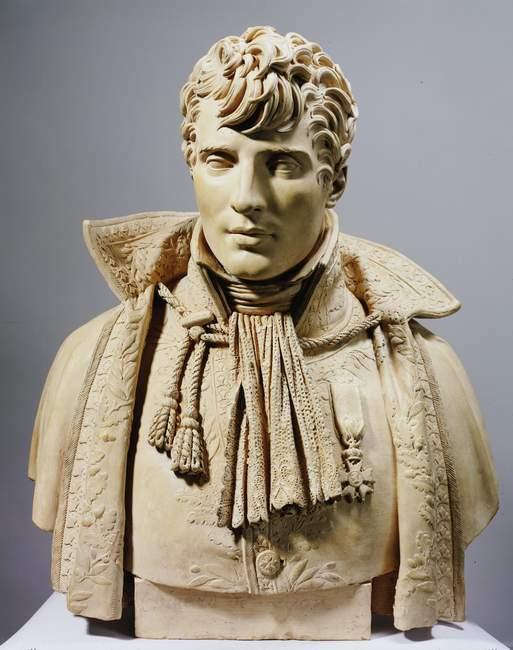
«Етьєн Вінсент-Марніола», погруддя
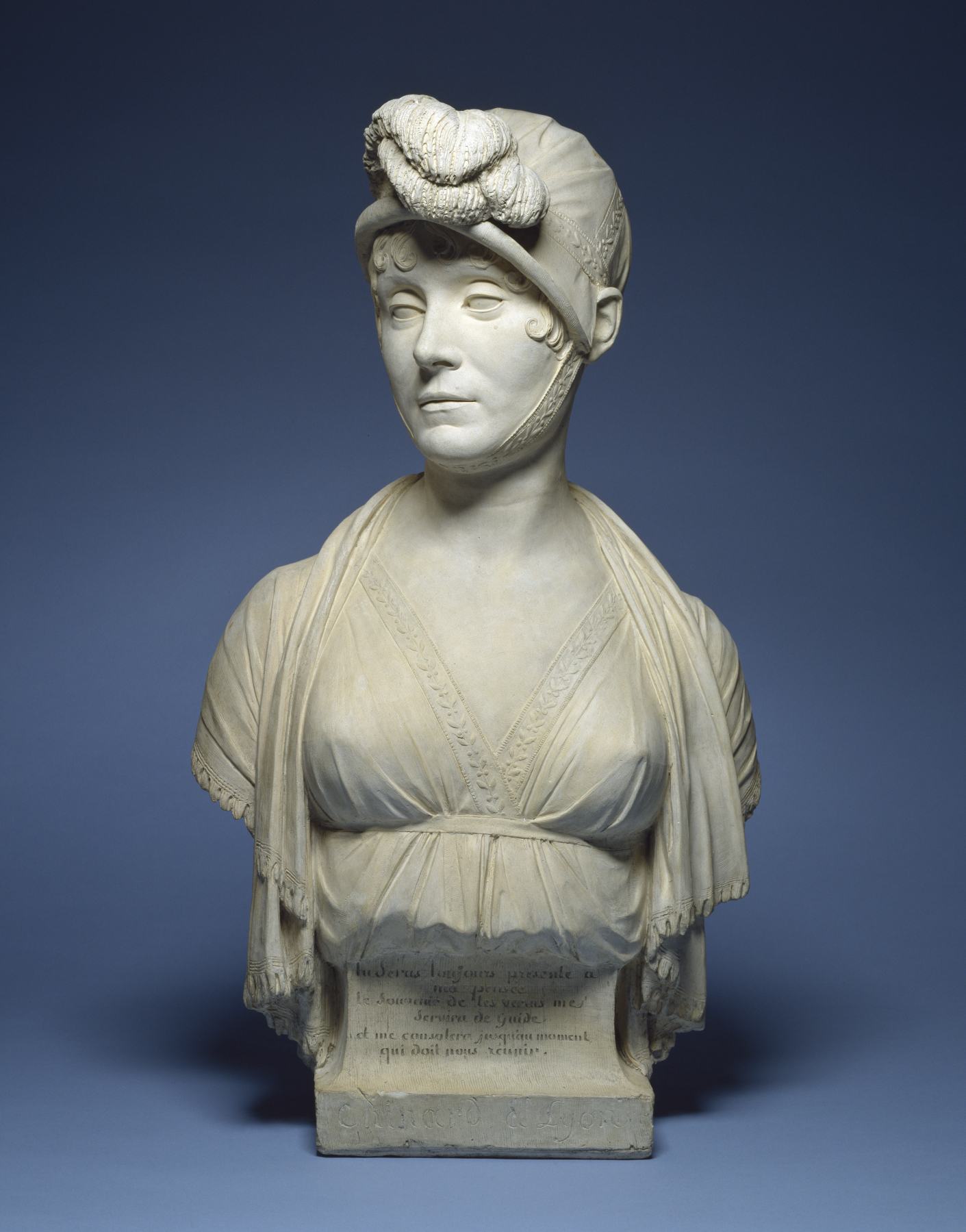
«Антуанетта Перре», дружина скульптора Шинара, 1803, Художній музей Волтерс